# Liste der meistverkauften deutschsprachigen Schlager und Lieder der volkstümlichen Musik in Deutschland

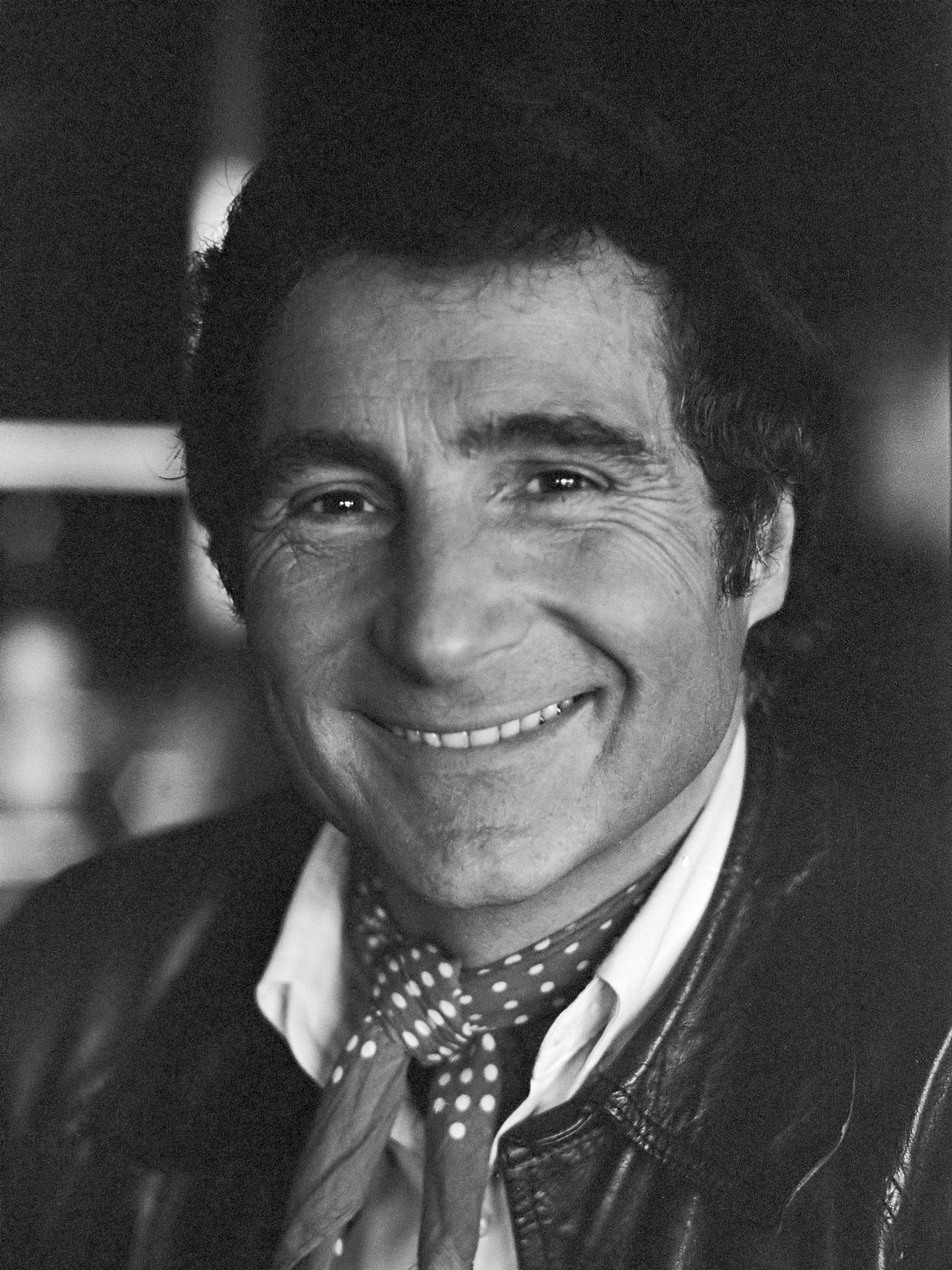
Freddy Quinns Heimweh und Junge, komm bald wieder gehören mit jeweils zwei Millionen verkauften Schallplatten zu den meistverkauften Schlagern in Deutschland.

Die Liste der meistverkauften deutschsprachigen Schlager und Lieder der volkstümlichen Musik in Deutschland ist eine Übersicht aller Singles der beiden Genres Schlager und volkstümliche Musik, die sich alleine in Deutschland nachweislich über einhunderttausendmal verkauften.
Die erfolgreichsten Werke stammen von Fred Bertelmann (Der lachende Vagabund aus dem Jahr 1957), Danyel Gérard (Butterfly aus dem Jahr 1971) und Freddy Quinn (Heimweh aus dem Jahr 1956 und Junge, komm bald wieder aus dem Jahr 1962). Die Singles der Interpreten verkauften sich allesamt über zwei Millionen Mal. Genreübergreifend verkauften sich in Deutschland nur die Singles Something About the Way You Look Tonight / Candle in the Wind 1997 von Elton John (4,5 Millionen), March from the River Kwai von Mitch Miller & His Orchestra (vier Millionen) sowie Time to Say Goodbye (Con te partirò) von Andrea Bocelli und Sarah Brightman (2,75 Millionen) besser. Das älteste Werk, von dem nachweislich Verkäufe auf dem deutschen Musikmarkt überliefert sind, wurde im Juni 1952 veröffentlicht und stammt vom deutschen Sänger René Carol. Dessen Single Rote Rosen, rote Lippen, roter Wein konnte über 750.000 Mal auf dem deutschen Markt abgesetzt werden.

## Hinweise zur Interpretation der aufgeführten Statistiken
Diese Liste enthält Interpreten, deren Singles sich nachweislich über einhunderttausendmal verkauften. Verkaufsabgaben für Veröffentlichungen ab 1975 stammen größtenteils vom BVMI (Bundesverband Musikindustrie). Der BVMI vergibt offiziell Gold- und Platinauszeichnungen seit dem 1. Januar 1975 für Audioprodukte. Die betroffenen Plattenfirmen müssen die Zertifizierungen beantragen, die BVMI vergibt die Auszeichnungen nicht automatisch. Schon vor 1975 vergaben die jeweiligen Tonträgerhersteller Schallplattenauszeichnungen, allerdings nicht nach einheitlichen und offiziell geprüften Kriterien. Nach einer Richtlinie vom 1. Januar 1976 wird die Anzahl der gewerteten Verkäufe nach den an den Handel verkauften Einheiten ermittelt, die der GEMA oder einer anderen Verwertungsgesellschaft der Urheber als Inlandsverkäufe gemeldet wurden. Die Angaben für Veröffentlichungen vor 1975 entstammen aus seriösen Fachzeitschriften, Fachliteratur oder von den Künstlerseiten selbst.
Die Liste berücksichtigt alle Typen von Singles. Die Singles finden sich in der nachfolgenden Tabelle absteigend nach ihren Verkäufen sowie aufsteigend nach dem Veröffentlichungsjahr wieder. In der Tabelle finden sich Informationen über die Interpreten und Titel, die Autoren (Komponisten und Liedtexter) und Musikproduzenten, das Veröffentlichungsjahr („Jahr VÖ“), die eventuell erhaltene Schallplattenauszeichnung sowie die Höhe der Verkäufe wieder. Bei den Angaben in der Spalte „Verkäufe“ handelt es sich um eine Mindestanzahl an verkauften Tonträgern des jeweiligen Werkes. Da unter anderem für Schallplattenauszeichnungen feste Verleihungsgrenzen bestehen, können die tatsächlichen Verkäufe der jeweiligen Tonträger etwas höher – also zwischen der ausgezeichneten und der nächsten Verleihungsgrenze – ausfallen.
Darüber hinaus fließt bei Singles auch Musikstreaming mit in die Absatzstatistik ein. Anders als bei Musikalben werden bei Singles Streams unabhängig vom Veröffentlichungsdatum berücksichtigt. Die hierbei ermittelten Premium-Streams – Lieder müssen über 30 Sekunden gespielt werden – wurden bis zum 5. April 2018 mit einem Faktor von 100:1 und seit dem 6. April 2018 mit einem Faktor von 200:1 bei Singles berücksichtigt.

## Problematik
Da der BVMI erst seit dem 1. Januar 1975 Gold- und Platinauszeichnungen für einen großen Teil der Musikprodukte am Markt verleiht, kommt es dazu, dass Singles, deren Höhepunkt vor 1975 lag, nicht in dieser Liste auftauchen, wenn diese keine nachweisliche Erwähnung in Fachzeitschriften oder Fachliteratur fanden. Des Weiteren werden nur diejenigen vielverkauften Bild- und Tonträger ausgezeichnet, die beim BVMI angemeldet und registriert wurden und daher Gold- und/oder Platinauszeichnungen erhielten.

## Verleihungsgrenzen der Tonträgerauszeichnungen
Seit dem 31. Dezember 2002 finden in unregelmäßigen Abständen Anpassungen der Verleihungsgrenzen für Singles statt. Zum 1. Januar 2003 erfolgte zunächst aufgrund abnehmender Verkaufszahlen eine Herabsetzung der Verleihungsgrenzen. Durch die steigenden Verkäufe aufgrund der Integration von Downloads und Streaming erfolgte zum 1. Juni 2014 wieder eine Heraufsetzung der Verleihungsgrenzen. Die Auszeichnungen richten sich nach dem jeweiligen Veröffentlichungsdatum des Tonträgers, nicht nach dem Datum der Zertifizierung. So wird beispielsweise eine Single, die 1980 erschien, heutzutage mit einer Goldenen Schallplatte für über 250.000 und nicht für 300.000 verkaufte Einheiten ausgezeichnet.
In Deutschland gibt es die Besonderheit, dass zwischen den Platinauszeichnungen nochmals Goldene Schallplatten verliehen werden. Einzig die AMPROFON in Mexiko hat auch dieses Verleihungssystem. Üblicherweise gibt es zwischen den einzelnen Platin-Schallplatten keine weiteren Auszeichnungen, bis zur Verleihung einer Diamantenen Schallplatte. In Deutschland werden ebendiese für Musikalben und Singles verliehen, alle anderen Tonträger werden in Deutschland nicht mit Diamantenen Schallplatten ausgezeichnet. In Ländern wie Polen stellt die Diamantene Schallplatte die höchste Auszeichnungsstufe dar. In Deutschland ist dies nicht der Fall. Erhält beispielsweise eine Single vom BVMI eine Diamantauszeichnung für eine Million verkaufte Exemplare, erreicht später jedoch die 1,2-Millionen-Marke, wird die Diamantauszeichnung von einer dreifachen Platinauszeichnung als Höchstauszeichnung abgelöst.
| Auszeichnung | bis 31. Dezember 2002 | bis 31. Dezember 2012 | bis 31. Mai 2014 | bis 29. Juni 2023 | seit 30. Juni 2023 |
| ------------ | --------------------- | --------------------- | ---------------- | ----------------- | ------------------ |
| Gold         | 250.000               | 150.000               | 150.000          | 200.000           | 300.000            |
| Platin       | 500.000               | 300.000               | 300.000          | 400.000           | 600.000            |
| 3× Gold      | 750.000               | 450.000               | 450.000          | 600.000           | 900.000            |
| 2× Platin    | 1.000.000             | 600.000               | 600.000          | 800.000           | 1.200.000          |
| …            |                       |                       |                  |                   |                    |
| Diamant      | —                     | —                     | 1.000.000        | 1.000.000         | 1.500.000          |

## Singles geordnet nach zertifizierten Tonträgerverkäufen
- Titel: gibt den Titel der Single wieder.
- Interpret(en): gibt die Interpreten der Single wieder.
- Jahr VÖ: das Jahr und Monat, in dem die Single erstmals in Deutschland veröffentlicht wurde.
- Autoren/Produzenten: gibt an, welche Autoren (Musik/Text) und Musikproduzenten an der Single beteiligt waren.
- Verkäufe: gibt die Höhe der Verkäufe sowie eventuell verliehene Schallplattenauszeichnungen wieder.

| Titel                                                         | Interpret(en)                                    | Jahr VÖ | Autoren (A) Produzenten (P) | Verkäufe               |
| ------------------------------------------------------------- | ------------------------------------------------ | ------- | --- | ---------------------- |
| Heimweh (Dort, wo die Blumen blüh’n)                          | Freddy Quinn                                     | 03.1956 | A: Ernst Bader, Dieter Rasch, Richard Dehr, Terry Gilkyson und Frank Miller P: Lotar Olias | 2× Platin (2.000.000+) |
| Der lachende Vagabund                                         | Fred Bertelmann                                  | 10.1957 | A: Jim Lowe und Peter Moesser P: Hans Bertram | Gold (2.000.000+)      |
| Junge, komm bald wieder                                       | Freddy Quinn                                     | 11.1962 | A: Lotar Olias und Walter Rothenburg P: Lotar Olias | 2× Platin (2.000.000+) |
| Butterfly                                                     | Danyel Gérard                                    | 02.1971 | A: Danyel Gérard und Ben Juris P: Hervé Roy und Claude Vallois | Gold (2.000.000+)      |
| Ein Stern (… der deinen Namen trägt)                          | DJ Ötzi & Nik P.                                 | 02.2007 | A: Nikolaus Presnik P: Ivo Mohring und Tantris | 9× Gold (1.350.000+)   |
| Hulapalu                                                      | Andreas Gabalier                                 | 01.2016 | A: Andreas Gabalier P: Mathias Roska | 3× Platin (1.200.000+) |
| Ich will ’nen Cowboy als Mann                                 | Gitte Hænning                                    | 04.1963 | A: Rudi Lindt und Peter Ström P: Heinz Gietz | (1.050.000+)           |
| Heimatlos                                                     | Freddy Quinn                                     | 02.1957 | A: Peter Moesser und Lotar Olias P: Sigrid Volkmann | Platin (1.000.000+)    |
| Die Gitarre und das Meer                                      | Freddy Quinn                                     | 01.1959 | A: Lotar Olias und Aldo von Pinelli P: Lotar Olias | Platin (1.000.000+)    |
| Morgen                                                        | Ivo Robić                                        | 03.1959 | A: Peter Moesser P: Bert Kaempfert | Platin (1.000.000+)    |
| Banjo Boy                                                     | Jan & Kjeld                                      | 08.1959 | A: Charly Niessen P: — | Gold (1.000.000+)      |
| Marina                                                        | Rocco Granata                                    | 08.1959 | A: Rocco Granata P: — | Gold (1.000.000+)      |
| Unter fremden Sternen (fährt ein weißes Schiff nach Hongkong) | Freddy Quinn                                     | 10.1959 | A: Lotar Olias und Aldo von Pinelli P: — | Platin (1.000.000+)    |
| Seemann (deine Heimat ist das Meer)                           | Lolita                                           | 02.1960 | A: Fini Busch und Werner Scharfenberger P: Gerhard Mendelson | Platin (1.000.000+)    |
| Wir wollen niemals auseinandergehn                            | Heidi Brühl                                      | 02.1960 | A: Bruno Balz, Michael Jary und Gloria de Vos P: Michael Jary | Gold (1.000.000+)      |
| Ramona                                                        | Blue Diamonds                                    | 10.1960 | A: Louis Wolfe Gilbert, Mabel Wayne und Dieter Rasch P: Jack Bulterman | Gold (1.000.000+)      |
| La Paloma                                                     | Freddy Quinn                                     | 06.1961 | A: Helmut Käutner und Sebastián de Yradier P: Victor Bach, Joe Kirsten, Lotar Olias und Freddy Quinn | Platin (1.000.000+)    |
| Liebeskummer lohnt sich nicht                                 | Siw Malmkvist                                    | 05.1964 | A: Christian Bruhn und Georg Buschor P: — | (1.000.000+)           |
| Ganz in Weiß                                                  | Roy Black                                        | 11.1965 | A: Rolf Arland und Kurt Hertha P: Hans Bertram | Platin (1.000.000+)    |
| Merci, Chérie                                                 | Udo Jürgens                                      | 02.1966 | A: Thomas Hörbiger und Udo Jürgens P: — | Platin (1.000.000+)    |
| Mama                                                          | Heintje                                          | 11.1967 | A: Bruno Balz, Cesare Andrea Bixio und Bruno Cherubini P: Addy Kleyngeld | Gold (1.000.000+)      |
| Du sollst nicht weinen                                        | Heintje                                          | 04.1968 | A: Wolf Hausmann, Johannes Jorge und Albert Schwarzmann P: Addy Kleyngeld | (1.000.000+)           |
| Heidschi Bumbeidschi                                          | Heintje                                          | 09.1968 | A: Johannes Jorge, Wolfgang Roloff und Albert Schwarzmann P: Addy Kleyngeld | Gold (1.000.000+)      |
| Mendocino                                                     | Michael Holm                                     | 06.1969 | A: Michael Holm und Doug Sahm P: Michael Holm und Giorgio Moroder | Gold (1.000.000+)      |
| Dein schönstes Geschenk                                       | Roy Black                                        | 11.1969 | A: Lilibert und Werner Twardy P: Hans Bertram | Gold (1.000.000+)      |
| Komm gib mir deine Hand                                       | Tony Marshall                                    | 11.1971 | A: Jack White P: Jack White | Platin (1.000.000+)    |
| Der Junge mit der Mundharmonika                               | Bernd Clüver                                     | 11.1972 | A: José Fernando Arbex Miró und Peter Orloff P: Peter Orloff | Gold (1.000.000+)      |
| Der kleine Prinz (ein Engel, der Sehnsucht heißt)             | Bernd Clüver                                     | 07.1973 | A: Peter Orloff P: Peter Orloff | Gold (1.000.000+)      |
| Die längste Single der Welt                                   | Wolfgang Petry                                   | 11.1996 | A: siehe Klappbox P: Wolfgang Petry und Helmuth Rüssmann - Dirk Buro - Michael Buschjan - Andy Cay - Jürgen Dönges - Peer Fischer - Rino Gaetano - Emmanuel Guerrero - Ralph Gusovius - Björn Håkansson - Tony Hendrik - Ulrich Hesselkamp - Reiner Hömig - Dieter Hoff - Achim Jaspert - Pit Löw - Bernd Meinunger - Kim Merz - Tim Norell - Holger Obenaus - Paul - Wolfgang Petry - Hans-Ulrich Prost - Reisch - Frank Thorsten - Karin van Haaren - Mark Weitz - Phil Yarden - Norbert Zucker                                              | 2× Platin (1.000.000+) |
| Anton aus Tirol                                               | Anton feat. DJ Ötzi                              | 12.1999 | A: Ingrid Evelyn Musenbichler, Manfred Padinger, Walter Schachner und Friedrich Schicho P: Klaus Biedermann, Claus Marcus und Christian Seitz | 2× Platin (1.000.000+) |
| Atemlos durch die Nacht                                       | Helene Fischer                                   | 11.2013 | A: Kristina Bach P: Jean Frankfurter | Diamant (1.000.000+)   |
| Regenbogenfarben                                              | Helene Fischer & Kerstin Ott                     | 12.2018 | A: Berislaw Audenaerd, Kraans de Lutin, Steven Fritsch, Kerstin Ott und Jan Niklas Simonsen P: Thorsten Brötzmann und Roman Lüth | 3× Gold (900.000+)     |
| Marmor, Stein und Eisen bricht                                | Drafi Deutscher                                  | 10.1965 | A: Christian Bruhn, Drafi Deutscher und Günter Loose P: Christian Bruhn und Drafi Deutscher | Gold (800.000+)        |
| Rote Rosen, rote Lippen, roter Wein                           | René Carol                                       | 06.1952 | A: Franzleo Andries (als Michael Harden) und Kurt Feltz (als André Hoff) P: Kurt Feltz | Gold (750.000+)        |
| Ich vermiss’ dich wie die Hölle                               | Zlatko                                           | 04.2000 | A: Bob Arnz und Christoph Siemons P: Bob Arnz und Christoph Siemons | 3× Gold (750.000+)     |
| Warum hast du nicht nein gesagt                               | Roland Kaiser feat. Maite Kelly                  | 09.2014 | A: Maite Kelly und Götz von Sydow P: Roland Kaiser und Peter Wagner | 5× Gold (750.000+)     |
| Heißer Sand                                                   | Mina                                             | 03.1962 | A: Kurt Feltz und Werner Scharfenberger P: — | (700.000+)             |
| Überall auf der Welt                                          | Freddy Breck                                     | 06.1972 | A: David Cumberland, Kurt Hertha und Giuseppe Verdi P: Heinz Gietz | Gold (650.000+)        |
| Griechischer Wein                                             | Udo Jürgens                                      | 12.1974 | A: Udo Jürgens und Michael Kunze P: Ralph Siegel | Platin (600.000+)      |
| Ich will immer wieder … dieses Fieber spür’n                  | Helene Fischer                                   | 09.2009 | A: Jean Frankfurter P: Jean Frankfurter | Platin (600.000+)      |
| I sing a Liad für di                                          | Andreas Gabalier                                 | 07.2011 | A: Andreas Gabalier P: Mathias Roska | 2× Platin (600.000+)   |
| Amoi seg’ ma uns wieder                                       | Andreas Gabalier                                 | 05.2014 | A: Andreas Gabalier P: Mathias Roska | 2× Platin (600.000+)   |
| Layla                                                         | DJ Robin & Schürze                               | 03.2022 | A: Dennis Geist, Robin Leutner, Michael Müller und Thomas Wendt P: Matthias Distel, Dennis Geist, Dominik de Leon und Thomas Wendt | 3× Gold (600.000+)     |
| Anneliese                                                     | Hans-Arno Simon                                  | 02.1954 | A: Hans Liebich und Hans-Arno Simon P: Hans-Arno Simon | Gold (500.000+)        |
| Weißer Holunder                                               | Gitta Lind & Die Telestars                       | 08.1956 | A: Eddy Ernst und Theo Möhrens P: — | Gold (500.000+)        |
| Tschau Tschau Bambina…!                                       | Caterina Valente                                 | 04.1959 | A: Glando, Domenico Modugno und Dino Verde P: — | Gold (500.000+)        |
| Souvenirs                                                     | Bill Ramsey                                      | 06.1959 | A: Jonny Bartels und Cy Coben P: Kurt Feltz | (500.000+)             |
| Ein Schiff wird kommen                                        | Caterina Valente                                 | 10.1960 | A: Fini Busch, Manos Hadjidakis und Jacques Larue P: — | Gold (500.000+)        |
| Babysitter-Boogie                                             | Ralf Bendix & Klein-Elisabeth                    | 03.1961 | A: Johnny Parker und Joachim Relin P: Karl-Heinz Schwab | Gold (500.000+)        |
| Weiße Rosen aus Athen                                         | Nana Mouskouri                                   | 07.1961 | A: Hans Bradtke und Manos Hadjidakis P: André Chapelle | Gold (500.000+)        |
| Tanze mit mir in den Morgen (Mitternachtstango)               | Gerhard Wendland                                 | 08.1961 | A: Karl Götz und Kurt Hertha P: — | Gold (500.000+)        |
| Zwei kleine Italiener                                         | Conny Froboess                                   | 12.1961 | A: Christian Bruhn und Georg Buschor P: — | (500.000+)             |
| Ich kauf’ mir lieber einen Tirolerhut                         | Billy Mo                                         | 11.1962 | A: Charly Niessen und Franz Rüger P: Wolf Kabitzky | Gold (500.000+)        |
| Popocatepetl-Twist                                            | Caterina & Silvio                                | 02.1962 | A: Hans Bradtke und Giuseppe Mengozzi P: — | Gold (500.000+)        |
| Schuld war nur der Bossa Nova                                 | Manuela                                          | 03.1963 | A: Georg Buschor, Barry Mann und Cynthia Weil P: Christian Bruhn und Peter Meisel | Gold (500.000+)        |
| Ich geh’ noch zur Schule                                      | Manuela                                          | 08.1963 | A: Christian Bruhn und Günter Loose P: Christian Bruhn und Peter Meisel | Gold (500.000+)        |
| Oh My Darling Caroline                                        | Ronny                                            | 12.1963 | A: Wolf Hausmann und Johannes Jorge P: Wolfgang Roloff | Gold (500.000+)        |
| Kleine Annabell                                               | Ronny                                            | 10.1964 | A: Hans Hee und Wolfgang Roloff P: Wolfgang Roloff | Gold (500.000+)        |
| Du bist nicht allein                                          | Roy Black                                        | 04.1965 | A: Rolf Arland und Kurt Hertha P: — | (500.000+)             |
| Lass die Sonne wieder scheinen                                | Ronny                                            | 02.1967 | A: Wolf Hausmann und Johannes Jorge P: Wolfgang Roloff | Gold (500.000+)        |
| Romeo und Julia                                               | Peggy March                                      | 08.1967 | A: Hans Bradtke und Henry Mayer P: Wolf Kabitzky | Gold (500.000+)        |
| Du                                                            | Peter Maffay                                     | 01.1970 | A: Michael Kunze und Peter Orloff P: Michael Kunze und Peter Orloff | Gold (500.000+)        |
| Du bist anders                                                | Peter Maffay                                     | 09.1970 | A: Christian Bruhn und Michael Kunze P: Christian Bruhn und Michael Kunze | Gold (500.000+)        |
| Schön ist es auf der Welt zu sein                             | Roy Black & Anita                                | 01.1971 | A: Lilibert und Werner Twardy P: Hans Bertram | Gold (500.000+)        |
| Ein Mädchen für immer                                         | Peter Orloff                                     | 02.1971 | A: Chris Andrews und Peter Orloff P: Gerd Hämmerling, Peter Meisel und Peter Orloff | Gold (500.000+)        |
| Schöne Maid                                                   | Tony Marshall                                    | 04.1971 | A: Jack White P: Jack White | Gold (500.000+)        |
| Mamy Blue                                                     | Ricky Shayne & Die Cornehlsen Singers            | 10.1971 | A: Hubert Giraud, Phil Trim und Hans-Ulrich Weigel P: Thomas Meisel | Gold (500.000+)        |
| Gute Nacht, Freunde                                           | Inga & Wolf                                      | 02.1972 | A: Alfons Yondraschek P: Walther Richter | Gold (500.000+)        |
| Après toi                                                     | Vicky Leandros                                   | 03.1972 | A: Yves Dessca, Leo Leandros und Klaus Munro P: Leo Leandros | Gold (500.000+)        |
| Ich hab’ die Liebe geseh’n                                    | Vicky Leandros                                   | 07.1972 | A: Ralf Arnie, Dimitri Christodoulou, Mikis Theodorakis und Sandro Tuminelli P: Leo Leandros | Gold (500.000+)        |
| Ich wünsch mir ’ne kleine Miezekatze                          | Wum’s Gesang                                     | 10.1972 | A: Bert Claus, Loriot, Jean Thomé und Elvira Ochoa P: — | Gold (500.000+)        |
| Goodbye, My Love, Goodbye                                     | Demis Roussos                                    | 02.1973 | A: Klaus Munro und Mario Panas P: Leo Leandros | Gold (500.000+)        |
| Rote Rosen                                                    | Freddy Breck                                     | 06.1973 | A: Kurt Feltz und Franz von Suppè P: Heinz Gietz | Gold (500.000+)        |
| La Paloma Adé                                                 | Mireille Mathieu                                 | 09.1973 | A: Christian Bruhn, Georg Buschor und Sebastián de Yradier P: Christian Bruhn | Gold (500.000+)        |
| Aber am Abend da spielt der Zigeuner                          | Cindy & Bert                                     | 07.1974 | A: Kurt Feltz und Werner Scharfenberger P: Kurt Feltz | Gold (500.000+)        |
| Tränen lügen nicht                                            | Michael Holm                                     | 09.1974 | A: Ciro “Zacar” Dammicco und Michael Holm P: Michael Holm und Rainer Pietsch | Gold (500.000+)        |
| Das Lied der Schlümpfe                                        | Vader Abraham                                    | 12.1977 | A: Frank Dostal und Pierre Kartner P: Heinz Masch | Platin (500.000+)      |
| Verdammt, ich lieb’ Dich                                      | Matthias Reim                                    | 03.1990 | A: Bernd Dietrich und Matthias Reim P: Bernd Dietrich und Matthias Reim | Platin (500.000+)      |
| Die längste Single der Welt 2                                 | Wolfgang Petry                                   | 01.1999 | A: siehe Klappbox P: Helmuth Rüssmann - Bodo Ackermann - Michael Buschjan - Tom Card - Andy Cay - Jürgen Dönges - Klaus Hanslbauer - Ulrich Hesselkamp - Achim Jaspert - Axel Kowollik - Pit Löw - Robby Mildenberger - Cynthia Newman - Erich Öxler - Holger Obenaus - Irene M. Paul - Wolfgang Petry - Steve Pool - Ralf Rudnik - Helmuth Rüssmann - Douglas Sahm - Hans Schiessler - Christoph Schneppenheim - Hannes Schöner - Dieter Siemes - Ekkehard Stein - Willi Stumm - Erich Virch - Carsten Wegener - Phil Yarden - Norbert Zucker | Platin (500.000+)      |
| Großer Bruder                                                 | Zlatko & Jürgen                                  | 06.2000 | A: Thomas Anders, Bob Arnz, Matthias Brückner, Christian Geller und Christoph Siemons P: Bob Arnz und Christoph Siemons | Platin (500.000+)      |
| Lebt denn dr alte Holzmichl noch?                             | De Randfichten                                   | 02.2004 | A: Michael Rostig und Thomas Unger P: Hermann Weindorf | 3× Gold (450.000+)     |
| Theo, wir fahr’n nach Lodz                                    | Vicky Leandros                                   | 04.1974 | A: Leo Leandros, Fritz Löhner-Beda, Artur Marcell Werau und Klaus Munro P: Leo Leandros | (400.000+)             |
| Johnny Däpp                                                   | Lorenz Büffel                                    | 06.2016 | A: Dominik de Leon und Matthias Distel P: Dominik de Leon und Matthias Distel | Platin (400.000+)      |
| Herzbeben                                                     | Helene Fischer                                   | 05.2017 | A: Thorsten Brötzmann, Lukas Hainer, Alexander Rethwisch und Stephanie Stumph P: Thorsten Brötzmann | Platin (400.000+)      |
| Achterbahn                                                    | Helene Fischer                                   | 09.2017 | A: Robin Haefs, Nico Santos, Konstantin Scherer, Vincent Stein und Wim Treuner P: Madizin | Platin (400.000+)      |
| Was für eine geile Zeit                                       | Ben Zucker                                       | 10.2017 | A: Thorsten Brötzmann, Philipp Klemz, Roman Lüth, David Robinson und Ben Zucker P: Thorsten Brötzmann und Roman Lüth | Platin (400.000+)      |
| Helikopter 117 (Mach’ den Hub Hub Hub)                        | Tobee                                            | 12.2017 | A: Ali Albriani, Valentin Krieg, Johannes Radon, Moritz Selbach und Jakob Stein P: Mike Rötgens und Hartmut Weßling | Platin (400.000+)      |
| Er gehört zu mir                                              | Marianne Rosenberg                               | 04.1975 | A: Joachim Heider und Gregor Rottschalk P: Joachim Heider | Gold (300.000+)        |
| Weiß der Geier                                                | Wolfgang Petry                                   | 01.1998 | A: Bodo Ackermann, Jürgen Dönges, Cynthia Newman, Norbert Zucker und Holger Obenaus P: Helmuth Rüssmann | Gold (300.000+)        |
| Wenn nicht jetzt, wann dann?                                  | Höhner                                           | 02.2007 | A: Norbert Böll, Jan-Peter Fröhlich, Henning Krautmacher, Hannes Schöner und Jens Streifling P: Thomas Brück | Platin (300.000+)      |
| Das rote Pferd                                                | Markus Becker & Mallorca Cowboys                 | 07.2007 | A: Marguerite Monnot und Georges Moustaki P: Michael Rötgens und Hartmut Weßling | Platin (300.000+)      |
| 1000 Träume weit (Tornerò)                                    | Anna-Maria Zimmermann                            | 07.2009 | A: Claudio Natili, Elio Palumbo, Ignazio Polizzy-Carbonelli, Marcello Ramoino und Sandra Stumptner P: Alex Frömelt, Mike Rötgens, Hartmut Weßling und Anna-Maria Zimmermann | Platin (300.000+)      |
| Ich bau dir ein Schloss                                       | Jürgen Drews                                     | 10.2009 | A: Reinhard Hömig P: Mike Rötgens | Platin (300.000+)      |
| Schatzi schenk mir ein Foto!                                  | Mickie Krause                                    | 11.2010 | A: Klaus Schulze Welberg und Gebroeders Ko P: Mike Rötgens und Hartmut Weßling | Platin (300.000+)      |
| Geh mal Bier hol’n (GmBh)                                     | Mickie Krause                                    | 05.2014 | A: Klaus Schulze Welberg P: Mike Rötgens und Hartmut Weßling | Platin (300.000+)      |
| Bumsbar                                                       | Ikke Hüftgold feat. DJ Robin & Schürze           | 04.2023 | A: Matthias Distel, Ramon Klages, Dominik de Leon und Daniel Mordhorst P: Florian Apfl, Matthias Distel, Stephan Endemann und Dominik de Leon | Gold (300.000+)        |
| Monsieur                                                      | Petula Clark                                     | 08.1962 | A: Karl Götz und Kurt Hertha P: — | (250.000+)             |
| Ich liebe das Leben                                           | Vicky Leandros                                   | 02.1976 | A: Leo Leandros und Klaus Munro P: Leo Leandros | Gold (250.000+)        |
| Rocky                                                         | Frank Farian                                     | 02.1976 | A: Jay Stevens und Hans-Ulrich Weigel P: Frank Farian | Gold (250.000+)        |
| Ein Bett im Kornfeld                                          | Jürgen Drews                                     | 04.1976 | A: Michael Kunze und Larry E Williams P: Werner Schüler | Gold (250.000+)        |
| Kreuzberger Nächte                                            | Gebrüder Blattschuss                             | 08.1978 | A: Beppo Pohlmann P: Uli Weigel | Gold (250.000+)        |
| Dschinghis Khan                                               | Dschinghis Khan                                  | 03.1979 | A: Bernd Meinunger und Ralph Siegel P: Ralph Siegel | Gold (250.000+)        |
| So bist du                                                    | Peter Maffay                                     | 04.1979 | A: Bernd Meinunger und Peter Maffay P: Peter Maffay und Peter Wagner | Gold (250.000+)        |
| Santa Maria                                                   | Roland Kaiser                                    | 06.1980 | A: Guido & Maurizio De Angelis, Cesare de Natale, Norbert Hammerschmidt und Roland Kaiser P: Thomas Meisel und Heino Petrik | Gold (250.000+)        |
| Ja, wenn wir alle Englein wären                               | Fred Sonnenschein & seine Freunde (Frank Zander) | 06.1981 | A: René Marcard, Frank Zander, Terry Rendall und Werner Thomas P: Frank Zander | Gold (250.000+)        |
| Polonäse Blankenese                                           | Gottlieb Wendehals                               | 11.1981 | A: Werner Böhm-Thorn und Michael Jud P: James Turneck | Gold (250.000+)        |
| Ein bißchen Frieden                                           | Nicole                                           | 03.1982 | A: Bernd Meinunger und Ralph Siegel P: Robert Jung | Gold (250.000+)        |
| Adios Amor                                                    | Andy Borg                                        | 04.1982 | A: Kurt Feltz und Tex Shultzieg P: Kurt Feltz | Gold (250.000+)        |
| Jenseits von Eden                                             | Nino de Angelo                                   | 11.1983 | A: Drafi Deutscher, Joachim Horn-Bernges und Chris Evans P: Elmar Kast und Joachim Horn-Bernges | Gold (250.000+)        |
| An der Nordseeküste                                           | Klaus und Klaus                                  | 04.1984 | A: Klaus Büchner, Teunis Cornelis de Reede, Ronald Robert Mol, Walter Ortel und Bert van Hil P: Klaus Baumgart und Rainer Felsen | Gold (250.000+)        |
| Ich hab’ geträumt von dir                                     | Matthias Reim                                    | 08.1990 | A: Bernd Dietrich und Matthias Reim P: Bernd Dietrich und Matthias Reim | Gold (250.000+)        |
| Ich bin der Martin, ne…?! (Martin My Love)                    | Diether Krebs & Gundula                          | 07.1991 | A: Hanno Bruhn und Diether Krebs P: Hanno Bruhn, Diether Krebs und Ralf Pisch | Gold (250.000+)        |
| Verlieben, verloren, vergessen, verzeih’n                     | Wolfgang Petry                                   | 01.1992 | A: Michael Buschjan und Jürgen Dönges P: Helmuth Rüssmann | Gold (250.000+)        |
| Jive Connie                                                   | Connie Francis                                   | 04.1992 | A: siehe Klappbox P: Peter Columbus und Helmuth Rüssmann - Fini Busch - Peter Columbus - Kurt Feltz - Hal Gordon - Howard Greenfield - Athena Hosey - Jack Keller - Peter König - Jean Nicolas - Helmuth Rüssmann - Werner Scharfenberger - Ralph Maria Siegel - Wolfgang Zell | Gold (250.000+)        |
| Die Karawane zieht weiter…dä Sultan hät Doosch!               | Höhner                                           | 12.1997 | A: Jan-Peter Fröhlich, Henning Krautmacher, Martina Neschen, Peter Werner-Jates und Franz-Martin Willizil P: Christian Ledwig | Gold (250.000+)        |
| Ich war noch niemals in New York                              | Udo Jürgens                                      | 01.2001 | A: Udo Jürgens und Michael Kunze P: Harold Faltermeyer | Gold (250.000+)        |
| Du hast mich tausendmal belogen                               | Andrea Berg                                      | 03.2001 | A: Andrea Berg, Irma Holder und Eugen Römer P: Eugen Römer | Gold (250.000+)        |
| Die ganz persönliche Geburtstags-CD                           | Frank Zander                                     | xx.2002 | A: — P: — | Gold (250.000+)        |
| Sehnsucht (Das Lied der Taiga)                                | Alexandra                                        | 03.1968 | A: Rudi Bauer und Fred Weyrich P: Fred Weyrich | (200.000+)             |
| Mit keinem andern                                             | Helene Fischer                                   | 02.2015 | A: Jean Frankfurter und Joachim Horn-Bernges P: Jean Frankfurter | Gold (200.000+)        |
| Mallorca (da bin ich daheim)                                  | Mia Julia feat. DJ Mico                          | 04.2015 | A: Marco Baier, Matthias Distel und Dominik de Leon P: — | Gold (200.000+)        |
| Biste braun, kriegste Fraun                                   | Mickie Krause                                    | 06.2015 | A: Andreas Christian Berger und Johannes Anselm Berger P: Mike Rötgens und Hartmut Weßling | Gold (200.000+)        |
| Die Nacht von Freitag auf Montag                              | Peter Wackel                                     | 07.2015 | A: Beatzarre, Djorkaeff und Sido P: — | Gold (200.000+)        |
| Geboren um dich zu lieben                                     | DJ Ötzi & Nik P.                                 | 01.2016 | A: Nikolaus Presnik P: Thorsten Brötzmann und Mathias Roska | Gold (200.000+)        |
| Ich sterb für dich                                            | Vanessa Mai                                      | 02.2016 | A: Dieter Bohlen und Oliver Lukas P: Dieter Bohlen | Gold (200.000+)        |
| A Mann für Amore                                              | DJ Ötzi                                          | 08.2016 | A: Andreas Berger, Johannes Berger und Christian Clever P: Brobotik | Gold (200.000+)        |
| Saufen – morgens, mittags, abends                             | Ingo ohne Flamingo                               | 03.2017 | A: Ingo ohne Flamingo und Ben Louis Thiele P: Erich Öxler | Gold (200.000+)        |
| Na und?!                                                      | Ben Zucker                                       | 03.2017 | A: Thorsten Brötzmann, Philipp Klemz, Roman Lüth und Ben Zucker P: Thorsten Brötzmann und Roman Lüth | Gold (200.000+)        |
| Nur mit dir                                                   | Helene Fischer                                   | 05.2017 | A: Sebastian Rätzel, Tobias Schwall und Robert Wróblewski P: Thorsten Brötzmann | Gold (200.000+)        |
| Mama Laudaaa                                                  | Almklausi & Specktakel                           | 02.2018 | A: Leo Munz, Julian Pohlmann, Michael Rötgens und Hartmut Weßling P: Michael Rötgens und Hartmut Weßling | Gold (200.000+)        |
| Nicht verdient                                                | Matthias Reim & Michelle                         | 06.2018 | A: Tim Peters, Werner Petersburg und Alexander Scholz P: Thorsten Brötzmann und Roman Lüth | Gold (200.000+)        |
| Eine Woche wach                                               | Mickie Krause                                    | 05.2019 | A: Yvonne Jarovic, Michael Kremer, Manuel Sauer, Klaus Schulze Welberg und Andrea Schönenborn P: Mike Rötgens und Hartmut Weßling | Gold (200.000+)        |
| Wegen dir (Nachts wenn alles schläft)                         | Kerstin Ott                                      | 10.2019 | A: Thorsten Brötzmann, Lukas Hainer, Joachim Horn-Bernges, Kerstin Ott, Howard Carpendale und Fred Jay P: Thorsten Brötzmann und Roman Lüth | Gold (200.000+)        |
| Ich schwanke noch                                             | Ikke Hüftgold                                    | 05.2021 | A: Dave Jon Davis, Matthias Distel, Stephan Endemann und Dominik de Leon P: Matthias Distel, Stephan Endemann und Dominik de Leon | Gold (200.000+)        |
| Vamos a marte                                                 | Helene Fischer feat. Luis Fonsi                  | 08.2021 | A: Juan Arauzo, José Carrilero, Luis Fonsi, Eduardo Ruiz, Chris Cronauer, Daniel Cronauer, Helene Fischer, Robin Haefs, Konstantin Scherer, Vincent Stein, Nico Wellenbrink und Matthias Zürkler P: Chris Cronauer, Konstantin Scherer, Vincent Stein und Matthias Zürkler | Gold (200.000+)        |
| Null auf 100                                                  | Helene Fischer                                   | 10.2021 | A: Armin van Buuren, John Ewbank, Benno de Goey, Helene Fischer, Robin Haefs, Tim Peters, Revelle, Konstantin Scherer und Vincent Stein P: Tobias Topic | Gold (200.000+)        |
| Dicht im Flieger                                              | Julian Sommer                                    | 03.2022 | A: Marco Baier, Dominik de Leon, Matthias Distel und Julian Sommer P: Oliver deVille | Gold (200.000+)        |
| Olivia                                                        | Die Zipfelbuben feat. DJ Cashi                   | 06.2022 | A: Matthias Eberhardt, Britta Ostermann, Michael Rötgens, Timo Schulz und Hartmut Weßling P: Dirk Fiebich, Michael Rötgens und Hartmut Weßling | Gold (200.000+)        |
| Wir sagen danke schön                                         | Die Flippers                                     | 02.2022 | A: Frank Becker, Reiner Burmann und Thomas Köhn P: — | Gold (200.000+)        |
| Idiot                                                         | Matthias Reim & Michelle                         | 12.2002 | A: Joachim Horn-Bernges und Andreas Tristan P: Matthias Reim und Dieter Weidenfeld | Gold (150.000+)        |
| Viva Colonia                                                  | Höhner                                           | xx.2003 | A: Janus Fröhlich, Henning Krautmacher, Ralf Rudnik, Hannes Schöner und Peter Werner-Jates P: Thomas Brück | Gold (150.000+)        |
| Burger Dance                                                  | DJ Ötzi feat. Eric Dikeb                         | 07.2003 | A: Eric Dikeb, Van Hoover und Gerry Friedle P: N-Dee, Frank Lio und Martin Neumayer | Gold (150.000+)        |
| Ab in den Süden                                               | Buddy vs. DJ The Wave                            | 09.2003 | A: Sebastian Erl, Olaf Jeglitza und Boris Köhler P: Gary B. und O-Jay | Gold (150.000+)        |
| Sie liebt den DJ                                              | Michael Wendler                                  | 01.2005 | A: Michael Wendler P: Michael Wendler | Gold (150.000+)        |
| 7 Sünden                                                      | DJ Ötzi feat. Marc Pircher                       | 02.2006 | A: Uwe Busse P: Christian Seitz | Gold (150.000+)        |
| Wir schwenken die Fahnen                                      | Diana Sorbello                                   | 05.2006 | A: Neville Holder, James Lea und Klaus Schulze Welberg, P: Tom T. | Gold (150.000+)        |
| Und morgen früh küss ich dich wach                            | Helene Fischer                                   | 07.2006 | A: Jean Frankfurter und Irma Holder P: Jean Frankfurter | Gold (150.000+)        |
| Joana (du …)                                                  | Peter Wackel feat. Chriss Tuxi                   | xx.2007 | A: Norbert Hammerschmidt, Joachim Heider und Roland Kaiser P: Klaus Hanslbauer, Erich Öxler und Stefan Pössnicker | Gold (150.000+)        |
| Jan Pillemann Otze                                            | Mickie Krause                                    | 08.2008 | A: Mickie Krause und Klaus Schulze Welbergund P: Michael Rötgens und Hartmut Weßling | Gold (150.000+)        |
| Amsterdam                                                     | Axel Fischer feat. Cora                          | 10.2008 | A: Cora von dem Bottlenberg und Swetlana Minkow P: — | Gold (150.000+)        |
| Noch in 100.000 Jahren                                        | DJ Ötzi                                          | 10.2008 | A: Dieter Bohlen und Oliver Lukas P: Joachim Mezei | Gold (150.000+)        |
| … So ein schöner Tag (Fliegerlied)                            | Tim Toupet                                       | 11.2008 | A: Andreas Donauer P: Erich Öxler und Stefan Pössnicker | Gold (150.000+)        |
| Sweet Caroline                                                | DJ Ötzi                                          | 09.2009 | A: Neil Diamond P: Florian Ast und Christian Seitz | Gold (150.000+)        |
| Küss mich, halt mich, lieb mich                               | Ella Endlich                                     | 11.2009 | A: Marc Hiller, Vladimir Kocandrle und Karel Svoboda P: Frank Kretschmer und Thomas Remm | Gold (150.000+)        |
| Ich liebe das Leben                                           | Andrea Berg                                      | 06.2010 | A: Leo Leandros und Klaus Munro P: Erich Öxler und Stefan Pössnicker | Gold (150.000+)        |
| Du bist mein Glück                                            | Matthias Reim                                    | 10.2010 | A: Matthias Reim P: Thorsten Brötzmann und Matthias Reim | Gold (150.000+)        |
| Phänomen                                                      | Helene Fischer                                   | 10.2011 | A: Kristina Bach und Jean Frankfurter P: Jean Frankfurter | Gold (150.000+)        |
| Die Hölle morgen früh                                         | Helene Fischer                                   | 03.2012 | A: Jean Frankfurter und Joachim Horn-Bernges P: Jean Frankfurter | Gold (150.000+)        |
| Nur noch Schuhe an!                                           | Mickie Krause                                    | 07.2012 | A: Gebroeders Ko und Klaus Schulze Welberg P: Mike Rötgens | Gold (150.000+)        |
| Mein Herz                                                     | Beatrice Egli                                    | 05.2013 | A: Dieter Bohlen und Oliver Lukas P: Dieter Bohlen | Gold (150.000+)        |
| Scheiß drauf! Mallorca ist nur einmal im Jahr                 | Peter Wackel                                     | 06.2013 | A: Youssef Addala, Florian Link und Christian Schmieg P: Mike Rötgens und Hartmut Weßling | Gold (150.000+)        |
| Fehlerfrei                                                    | Helene Fischer                                   | 09.2013 | A: Jean Frankfurter und Tobias Reitz P: Jean Frankfurter | Gold (150.000+)        |
| Unser Tag                                                     | Helene Fischer                                   | 12.2013 | A: Christopher Applegate, Peter Plate und Ulf Leo Sommer P: Jean Frankfurter | Gold (150.000+)        |

## Ranglisten
| Az. | Interpret |
| --- | --- |
| 13  | Helene Fischer • Und morgen früh küss ich dich wach (2006) • Ich will immer wieder … dieses Fieber spür’n (2009) • Phänomen (2011) • Die Hölle morgen früh (2012) • Fehlerfrei (2013) • Atemlos durch die Nacht (2013) • Unser Tag (2013) • Mit keinem andern (2015) • Herzbeben (2017) • Nur mit dir (2017) • Achterbahn (2017) • Vamos a marte (2021) • Null auf 100 (2021) |
| 8   | DJ Ötzi • Anton aus Tirol (1999) • Burger Dance (2003) • 7 Sünden (2006) • Ein Stern (… der deinen Namen trägt) (2007) • Noch in 100.000 Jahren (2008) • Sweet Caroline (2009) • Geboren um dich zu lieben (2016) • A Mann für Amore (2016) |
| 6   | Mickie Krause • Jan Pillemann Otze (2008) • Schatzi schenk mir ein Foto! (2010) • Nur noch Schuhe an! (2012) • Geh mal Bier hol’n (GmBh) (2014) • Biste braun, kriegste Fraun (2015) • Eine Woche wach (2019) |
| 6   | Freddy Quinn • Heimweh (Dort, wo die Blumen blüh’n) (1956) • Heimatlos (1957) • Die Gitarre und das Meer (1959) • Unter fremden Sternen (1959) • La Paloma (1961) • Junge, komm bald wieder (1962) |
| 5   | Matthias Reim • Verdammt, ich lieb’ Dich (1990) • Ich hab’ geträumt von dir (1990) • Idiot (2002) • Du bist mein Glück (2010) • Nicht verdient (2018) |
| 4   | Roy Black • Du bist nicht allein (1965) • Ganz in Weiß (1965) • Dein schönstes Geschenk (1969) • Schön ist es auf der Welt zu sein (1971) |
| 4   | Vicky Leandros • Après toi (1972) • Ich hab’ die Liebe geseh’n (1972) • Theo, wir fahr’n nach Lodz (1974) • Ich liebe das Leben (1976) |
| 4   | Wolfgang Petry • Verlieben, verloren, vergessen, verzeih’n (1992) • Die längste Single der Welt (1996) • Weiß der Geier (1998) • Die längste Single der Welt 2 (1999) |
| 3   | Andreas Gabalier • I sing a Liad für di (2011) • Amoi seg’ ma uns wieder (2014) • Hulapalu (2016) |
| 3   | Heintje • Mama (1967) • Du sollst nicht weinen (1968) • Heidschi Bumbeidschi (1968) |
| 3   | Höhner • Die Karawane zieht weiter…dä Sultan hät Doosch! (1997) • Viva Colonia (2003) • Wenn nicht jetzt, wann dann? (2007) |
| 3   | Udo Jürgens • Merci, Chérie (1966) • Griechischer Wein (1974) • Ich war noch niemals in New York (2001) |
| 3   | Peter Maffay • Du (1970) • Du bist anders (1970) • So bist du (1979) |
| 3   | Ronny • Oh My Darling Caroline (1963) • Kleine Annabell (1964) • Lass die Sonne wieder scheinen (1967) |
| 3   | Caterina Valente • Tschau Tschau Bambina…! (1959) • Ein Schiff wird kommen (1960) • Popocatepetl-Twist (1962) |
| 3   | Peter Wackel • Joana (du …) (2007) • Scheiß drauf! Mallorca ist nur einmal im Jahr (2013) • Die Nacht von Freitag auf Montag (2015) |

| Az. | Autor |
| --- | --- |
| 6   | Klaus Schulze Welberg (Amaretto) • Wir schwenken die Fahnen (2006) • Jan Pillemann Otze (2008) • Schatzi schenk mir ein Foto! (2010) • Nur noch Schuhe an! (2012) • Geh mal Bier hol’n (GmBh) (2014) • Eine Woche wach (2019) |
| 6   | Christian Bruhn • Zwei kleine Italiener (1961) • Ich geh’ noch zur Schule (1963) • Liebeskummer lohnt sich nicht (1964) • Marmor, Stein und Eisen bricht (1965) • Du bist anders (1970) • La Paloma Adé (1973)                |
| 6   | Kurt Feltz • Rote Rosen, rote Lippen, roter Wein (1952) • Heißer Sand (1962) • Rote Rosen (1973) • Aber am Abend da spielt der Zigeuner (1974) • Adios Amor (1982) • Jive Connie (1992)                                       |
| 6   | Jean Frankfurter • Und morgen früh küss ich dich wach (2006) • Ich will immer wieder … dieses Fieber spür’n (2009) • Phänomen (2011) • Die Hölle morgen früh (2012) • Fehlerfrei (2013) • Mit keinem andern (2015)            |
| 5   | Matthias Distel (Ikke Hüftgold) • Mallorca (da bin ich daheim) (2015) • Johnny Däpp (2016) • Ich schwanke noch (2021) • Dicht im Flieger (2022) • Bumsbar (2023)                                                              |
| 5   | Hans Hee / Johannes Jorge • Oh My Darling Caroline (1963) • Kleine Annabell (1964) • Lass die Sonne wieder scheinen (1967) • Du sollst nicht weinen (1968) • Heidschi Bumbeidschi (1968)                                      |
| 5   | Kurt Hertha • Tanze mit mir in den Morgen (Mitternachtstango) (1961) • Monsieur (1962) • Du bist nicht allein (1965) • Ganz in Weiß (1965) • Überall auf der Welt (1972)                                                      |
| 5   | Joachim Horn-Bernges • Jenseits von Eden (1983) • Idiot (2002) • Die Hölle morgen früh (2012) • Mit keinem andern (2015) • Wegen dir (Nachts wenn alles schläft) (2019)                                                       |
| 5   | Michael Kunze • Du (1970) • Du bist anders (1970) • Griechischer Wein (1974) • Ein Bett im Kornfeld (1976) • Ich war noch niemals in New York (2001)                                                                          |
| 5   | Leo Leandros • Après toi (1972) • Goodbye, My Love, Goodbye (1973) • Theo, wir fahr’n nach Lodz (1974) • Ich liebe das Leben (1976, Vicky Leandros) • Ich liebe das Leben (2010, Andrea Berg)                                 |
| 5   | Dominik de Leon • Mallorca (da bin ich daheim) (2015) • Johnny Däpp (2016) • Ich schwanke noch (2021) • Dicht im Flieger (2022) • Bumsbar (2023)                                                                              |
| 5   | Klaus Munro • Après toi (1972) • Goodbye, My Love, Goodbye (1973) • Theo, wir fahr’n nach Lodz (1974) • Ich liebe das Leben (1976, Vicky Leandros) • Ich liebe das Leben (2010, Andrea Berg)                                  |
| 5   | Wolfgang Roloff / Wolf Hausmann (Ronny) • Oh My Darling Caroline (1963) • Kleine Annabell (1964) • Lass die Sonne wieder scheinen (1967) • Du sollst nicht weinen (1968) • Heidschi Bumbeidschi (1968)                        |
| 4   | Thorsten Brötzmann • Na und?! (2017) • Herzbeben (2017) • Was für eine geile Zeit (2017) • Wegen dir (Nachts wenn alles schläft) (2019)                                                                                       |
| 4   | Georg Buschor • Zwei kleine Italiener (1961) • Schuld war nur der Bossa Nova (1963) • Liebeskummer lohnt sich nicht (1964) • La Paloma Adé (1973)                                                                             |
| 4   | Jürgen Dönges (Jean-Pierre Valance) • Verlieben, verloren, vergessen, verzeih’n (1992) • Die längste Single der Welt (1996) • Weiß der Geier (1998) • Die längste Single der Welt 2 (1999)                                    |
| 4   | Bernd Meinunger • Dschinghis Khan (1979) • So bist du (1979) • Ein bißchen Frieden (1982) • Die längste Single der Welt (1996)                                                                                                |
| 4   | Lotar Olias • Heimatlos (1957) • Die Gitarre und das Meer (1959) • Unter fremden Sternen (1959) • Junge, komm bald wieder (1962)                                                                                              |
| 4   | Peter Orloff • Du (1970) • Ein Mädchen für immer (1971) • Der Junge mit der Mundharmonika (1972) • Der kleine Prinz (ein Engel, der Sehnsucht heißt) (1973)                                                                   |
| 4   | Matthias Reim • Verdammt, ich lieb’ Dich (1990) • Ich hab’ geträumt von dir (1990) • Idiot (2002) • Du bist mein Glück (2010)                                                                                                 |
| 4   | Werner Scharfenberger • Seemann (deine Heimat ist das Meer) (1960) • Heißer Sand (1962) • Aber am Abend da spielt der Zigeuner (1974) • Jive Connie (1992)                                                                    |
| 3   | Dieter Bohlen • Noch in 100.000 Jahren (2008) • Mein Herz (2013) • Ich sterb für dich (2016) |
| 3   | Hans Bradtke • Weiße Rosen aus Athen (1961) • Popocatepetl-Twist (1962) • Romeo und Julia (1967) |
| 3   | Fini Busch • Seemann (deine Heimat ist das Meer) (1960) • Ein Schiff wird kommen (1960) • Jive Connie (1992) |
| 3   | Michael Buschjan • Verlieben, verloren, vergessen, verzeih’n (1992) • Die längste Single der Welt (1996) • Die längste Single der Welt 2 (1999)                                                                               |
| 3   | Andreas Gabalier • I sing a Liad für di (2011) • Amoi seg’ ma uns wieder (2014) • Hulapalu (2016) |
| 3   | Robin Haefs • Achterbahn (2017) • Vamos a marte (2021) • Null auf 100 (2021) |
| 3   | Udo Jürgens • Merci, Chérie (1966) • Griechischer Wein (1974) • Ich war noch niemals in New York (2001) |
| 3   | Henning Krautmacher • Die Karawane zieht weiter…dä Sultan hät Doosch! (1997) • Viva Colonia (2003) • Wenn nicht jetzt, wann dann? (2007)                                                                                      |
| 3   | Oliver Lukas • Noch in 100.000 Jahren (2008) • Mein Herz (2013) • Ich sterb für dich (2016) |
| 3   | Peter Moesser • Heimatlos (1957) • Der lachende Vagabund (1957) • Morgen (1959) |
| 3   | Holger Obenaus • Die längste Single der Welt (1996) • Weiß der Geier (1998) • Die längste Single der Welt 2 (1999) |
| 3   | Konstantin Scherer (Djorkaeff) • Achterbahn (2017) • Vamos a marte (2021) • Null auf 100 (2021) |
| 3   | Hannes Schöner • Die längste Single der Welt 2 (1999) • Viva Colonia (2003) • Wenn nicht jetzt, wann dann? (2007) |
| 3   | Vincent Stein (Beatzarre) • Achterbahn (2017) • Vamos a marte (2021) • Null auf 100 (2021) |
| 3   | Norbert Zucker • Die längste Single der Welt (1996) • Weiß der Geier (1998) • Die längste Single der Welt 2 (1999) |

| Az. | Produzent |
| --- | --- |
| 13  | Michael „Mike“ Rötgens • Das rote Pferd (2007) • Jan Pillemann Otze (2008) • 1000 Träume weit (Tornerò) (2009) • Ich bau dir ein Schloss (2009) • Schatzi schenk mir ein Foto! (2010) • Nur noch Schuhe an! (2012) • Scheiß drauf! Mallorca ist nur einmal im Jahr (2013) • Geh mal Bier hol’n (GmBh) (2014) • Biste braun, kriegste Fraun (2015) • Helikopter 117 (Mach’ den Hub Hub Hub) (2017) • Mama Laudaaa (2018) • Eine Woche wach (2019) • Olivia (2022) |
| 11  | Hartmut Weßling • Das rote Pferd (2007) • Jan Pillemann Otze (2008) • 1000 Träume weit (Tornerò) (2009) • Schatzi schenk mir ein Foto! (2010) • Scheiß drauf! Mallorca ist nur einmal im Jahr (2013) • Geh mal Bier hol’n (GmBh) (2014) • Biste braun, kriegste Fraun (2015) • Helikopter 117 (Mach’ den Hub Hub Hub) (2017) • Mama Laudaaa (2018) • Eine Woche wach (2019) • Olivia (2022)                                                                      |
| 9   | Thorsten Brötzmann • Du bist mein Glück (2010) • Geboren um dich zu lieben (2016) • Na und?! (2017) • Herzbeben (2017) • Nur mit dir (2017) • Was für eine geile Zeit (2017) • Nicht verdient (2018) • Regenbogenfarben (2018) • Wegen dir (Nachts wenn alles schläft) (2019) |
| 8   | Jean Frankfurter • Und morgen früh küss ich dich wach (2006) • Ich will immer wieder … dieses Fieber spür’n (2009) • Phänomen (2011) • Die Hölle morgen früh (2012) • Fehlerfrei (2013) • Atemlos durch die Nacht (2013) • Unser Tag (2013) • Mit keinem andern (2015) |
| 5   | Christian Bruhn • Schuld war nur der Bossa Nova (1963) • Ich geh’ noch zur Schule (1963) • Marmor, Stein und Eisen bricht (1965) • Du bist anders (1970) • La Paloma Adé (1973) |
| 5   | Leo Leandros • Après toi (1972) • Ich hab’ die Liebe geseh’n (1972) • Goodbye, My Love, Goodbye (1973) • Theo, wir fahr’n nach Lodz (1974) • Ich liebe das Leben (1976) |
| 5   | Roman Lüth • Na und?! (2017) • Was für eine geile Zeit (2017) • Nicht verdient (2018) • Regenbogenfarben (2018) • Wegen dir (Nachts wenn alles schläft) (2019) |
| 5   | Helmuth Rüssmann • Verlieben, verloren, vergessen, verzeih’n (1992) • Jive Connie (1992) • Die längste Single der Welt (1996) • Weiß der Geier (1998) • Die längste Single der Welt 2 (1999) |
| 4   | Hans Bertram • Der lachende Vagabund (1957) • Ganz in Weiß (1965) • Dein schönstes Geschenk (1969) • Schön ist es auf der Welt zu sein (1971) |
| 4   | Matthias Distel (Ikke Hüftgold) • Johnny Däpp (2016) • Ich schwanke noch (2021) • Layla (2022) • Bumsbar (2023) |
| 4   | Kurt Feltz • Rote Rosen, rote Lippen, roter Wein (1952) • Souvenirs (1959) • Aber am Abend da spielt der Zigeuner (1974) • Adios Amor (1982) |
| 4   | Dominik de Leon • Johnny Däpp (2016) • Ich schwanke noch (2021) • Layla (2022) • Bumsbar (2023) |
| 4   | Lotar Olias • Heimweh (Dort, wo die Blumen blüh’n) (1956) • Die Gitarre und das Meer (1959) • La Paloma (1961) • Junge, komm bald wieder (1962) |
| 4   | Peter Orloff • Du (1970) • Ein Mädchen für immer (1971) • Der Junge mit der Mundharmonika (1972) • Der kleine Prinz (ein Engel, der Sehnsucht heißt) (1973) |
| 4   | Erich Öxler • Joana (du …) (2007) • … So ein schöner Tag (Fliegerlied) (2008) • Ich liebe das Leben (2010) • Saufen – morgens, mittags, abends (2017) |
| 4   | Matthias Reim • Verdammt, ich lieb’ Dich (1990) • Ich hab’ geträumt von dir (1990) • Idiot (2002) • Du bist mein Glück (2010) |
| 4   | Mathias Roska • I sing a Liad für di (2011) • Amoi seg’ ma uns wieder (2014) • Geboren um dich zu lieben (2016) • Hulapalu (2016) |
| 3   | Heinz Gietz • Ich will ’nen Cowboy als Mann (1963) • Überall auf der Welt (1972) • Rote Rosen (1973) |
| 3   | Addy Kleyngeld • Mama (1967) • Du sollst nicht weinen (1968) • Heidschi Bumbeidschi (1968) |
| 3   | Peter Meisel Schuld war nur der Bossa Nova (1963) • Ich geh’ noch zur Schule (1963) • Ein Mädchen für immer (1971) |
| 3   | Stefan Pössnicker (Stefan Peters) • Joana (du …) (2007) • … So ein schöner Tag (Fliegerlied) (2008) • Ich liebe das Leben (2010) |
| 3   | Wolfgang Roloff (Ronny) • Oh My Darling Caroline (1963) • Kleine Annabell (1964) • Lass die Sonne wieder scheinen (1967) |
| 3   | Christian Seitz • Anton aus Tirol (1999) • 7 Sünden (2006) • Sweet Caroline (2009) |

| Az. | Komposition                                                      |
| --- | ---------------------------------------------------------------- |
| 2,0 | Ich liebe das Leben • Vicky Leandros (1976) • Andrea Berg (2010) |
| 2,0 | La Paloma • Freddy Quinn (1961) • Mireille Mathieu (1973)        |